# Jaime Fernández (volley-ball)
Jaime Fernández Barros est un ancien joueur désormais entraîneur espagnol de volley-ball né en 1956 à Gijón (Asturies). Il mesure 1,89 m et jouait passeur. Il totalise 245 sélections en équipe d'Espagne.

## Clubs

### Joueur
| Club             | De        | À         |
| ---------------- | --------- | --------- |
| RGC Covadonga    | 1974-1975 | 1975-1976 |
| Real Madrid      | 1976-1977 | 1980-1981 |
| Son Amar Palma   | 1981-1982 | 1986-1987 |
| Jovellanos Gijón | 1990-1991 | 1990-1991 |

### Entraîneur
| Club                  | De        | À         |
| --------------------- | --------- | --------- |
| Son Amar Palma        | 1987-1988 | 1989-1990 |
| VC Lennik             | 1990-19   | 1990-1991 |
| Jovellanos Gijón      | 1991-1992 | 1993-1994 |
| Tenerife Sur Voleibol | 1997-1998 | 2008-2009 |

## Palmarès

### Joueur
- Coupe des Coupes
  - Finaliste : 1984
- Championnat d'Espagne (8)
  - Vainqueur : 1977, 1978, 1979, 1980, 1982, 1984, 1986, 1987
  - Finaliste : 1983
- Coupe du Roi (9)
  - Vainqueur : 1977, 1978, 1979, 1980, 1981, 1982, 1984, 1986, 1987
  - Finaliste : 1983

### Entraîneur
- Championnat d'Espagne (2)
  - Vainqueur : 1988, 1989
  - Finaliste : 2003
- Coupe du Roi (3)
  - Vainqueur : 1988, 1990, 2004
- Supercoupe du Roi (1)
  - Vainqueur : 1990